# Sudan I
Sudan I (cunoscut și ca CI Solvent Yellow 14 și Solvent Orange R) este un compus organic, un colorant azoic de culoare roșie-oranj, derivat de la 2-naftol.